# South Sarasota
South Sarasota ist  ein census-designated place (CDP) im Sarasota County im US-Bundesstaat Florida. Das U.S. Census Bureau hat bei der Volkszählung 2020 eine Einwohnerzahl von 5.133 ermittelt. 

## Geographie
South Sarasota grenzt im Norden direkt an die Stadt Sarasota und liegt etwa 90 km südlich von Tampa. Der CDP wird vom Tamiami Trail (U.S. 41) durchquert.

## Demographische Daten
Laut der Volkszählung 2010 verteilten sich die damaligen 4950 Einwohner auf 2799 Haushalte. Die Bevölkerungsdichte lag bei 990 Einw./km². 93,4 % der Bevölkerung bezeichneten sich als Weiße, 1,3 % als Afroamerikaner, 0,3 % als Indianer und 1,3 % als Asian Americans. 1,5 % gaben die Angehörigkeit zu einer anderen Ethnie und 2,2 % zu mehreren Ethnien an. 6,4 % der Bevölkerung bestand aus Hispanics oder Latinos.
Im Jahr 2010 lebten in 19,7 % aller Haushalte Kinder unter 18 Jahren sowie 39,5 % aller Haushalte Personen mit mindestens 65 Jahren. 55,8 % der Haushalte waren Familienhaushalte (bestehend aus verheirateten Paaren mit oder ohne Nachkommen bzw. einem Elternteil mit Nachkomme). Die durchschnittliche Größe eines Haushalts lag bei 2,07 Personen und die durchschnittliche Familiengröße bei 2,65 Personen.
18,0 % der Bevölkerung waren jünger als 20 Jahre, 16,3 % waren 20 bis 39 Jahre alt, 30,8 % waren 40 bis 59 Jahre alt und 35,0 % waren mindestens 60 Jahre alt. Das mittlere Alter betrug 51 Jahre. 49,6 % der Bevölkerung waren männlich und 50,4 % weiblich.
Das durchschnittliche Jahreseinkommen lag bei 48.073 $, dabei lebten 9,6 % der Bevölkerung unter der Armutsgrenze.
Im Jahr 2000 war Englisch die Muttersprache von 93,75 % der Bevölkerung, Spanisch sprachen 5,00 % und 1,25 % hatten eine andere Muttersprache.